# Salta (DJ Francesco)
Salta è il secondo singolo di DJ Francesco (Francesco Facchinetti). Questo singolo è arrivato in classifica alla posizione numero 20.